# 泉州明代丁氏回族墓群
泉州明代丁氏回族墓群，位于中国福建省泉州市丰泽区圣墓村，明代建造。包括：一世祖节斋、二世祖述庵、三世祖硕德合葬墓，五世祖英杰暨夫人施氏墓，四世祖仁庵暨夫人庄氏墓，五世祖诚斋、六世祖龙隐、六世祖毅斋合葬墓，五世祖毅庵暨夫人蒲氏、王氏墓，六世祖中斋暨夫人蔡氏墓。除五世祖英杰夫妇墓原建于现址外，其余五座均为二十世纪八十至九十年代迁至今址。毗邻相依，坐北向南。墓的规制采用明代流行于闽南汉族的“风”字形布局和伊斯兰的塔式墓之造型，须弥座平台上置塔式石墓盖，雕刻如意云纹、缠枝花卉、圆月图案和阿拉伯文为装饰。三面墙壁环绕，后置墓碑，前辟月池、墓埕。整座墓葬既具汉族风格，又凸现伊斯兰的明显特征。2005年5月11日公布为第六批福建省文物保护单位。